# ماريانيلا (مسلسل مكسيكي)
ماريانيلا (بالإسبانية: Llena de amor)‏ هو مسلسل تم إنتاجه في المكسيك. بدأ عرضه في سنة 2010 . بلغ عدد حلقاته 206 حلقة، وتبلغ مدة الحلقة الواحدة 42-45 دقيقة. تم بث المسلسل لأول مرة بتاريخ مايو 3, 2010 بينما تم بث آخر حلقة منه بتاريخ فبراير 13, 2011.
تدور الاحداث حول فتاة طيبة اسمها ماريانيلا لويس دس تيريزا الا انها بدينة
بعد وفاة امها في حادث مروع تقرر العيش مع عائلة لويس دي تيريزا فتتعرف على أبناء عمها ايمليانو لكنهم لم يرغبوا بها الا ايمانويل الدي يقع في حبها فتبادله ماريانيلا الحب الا ان هناك بعض المشاكل التي توءدي إلى الافتراق فتسافر ماريانيلا إلى إسبانيا إلى عمتها فتكتشف ماريانيلا انها قد سممت فتظن ان ايمنويل قد وضع السم في الشوكولا التي كان يعطيها لها الا انها امه فيدرا التي حاوات عدة مرات في قتلها و بعد مرور ثلاث سنوات تصبح ماريانيلا جميلة جدا و رشيقة فتقرر العودة إلى المكسيك للانتقام بعد ان قتلت فيدرا عمتها للاستلاء على اموالها
تعود ماريانيلا إلى المكسيك متنكرة بشخصية تدعى فيكتوريا صديقة ماريانيلا وتبدا عمليات النتقام لكن بعد مرور الوقت تكتشف ان ايمانويل لم يحاول ابدا ايداء ماريانيلا
و تبدا قصة اخرا بوقوع ايمانويل في حب فيكتوريا أي ماريانيلا لكن تعيقه زوجته ايليتيا
وبعد ان أصبحت فيكتوريا قريبة جدا من اييمانويل فتراوده الشكوك احيانا بسبب التشابه الكبير في تصرفات فيكتوريا و ماريا نيلا و تستمر الحداث الا ان يكتشف انها ماريانيلا و تضهر أيضا حقيقة فيدرا و جرائمها و تتزوج ايليتيا براندون اما كريستيل تتزوج صديق ماريانيلا خورخيه
و ماريانيلا تتزوج ايمانويل
هي فتاة جميلة لكن البعض كانو يسخرون منها لبدانتها لكن ابن عمها ايمانويل يحاول دائما اسعادها و يحضر لها الكثير من الشكولاكة المفضلة عندا رويدا رويدا يقع الاثنان في حب بعضهما لكن يبقى على ماريانيلا ان تكون حذرة من زوجة عمها التي تحاول ان تسرق ميراثها و قتلها مرارا لكن ماريانيلا فتاة قوة و تستطيع التغلب على كل من يكرهها بالتجاهل و تركز حياتها و قلبها على ابن عمها الطيب و الذي يحبها بجنون ايمانويل

## الشخصيات
ماريانيلا لويس دي تيريزا 
هي فتاة طيبة و تمتلك قلبا حنونا و لكنها تعاني من بدانتها المفرطة قضت طفولتها في مدرسة داخلية بعد وفاة والدها لويس فيليب دي تريزا عندما كانت طفلة صغيرة و بعد الكثير من المشاكل الصحية و النفسية التي كانت تعاني منها والدتها ايفا بافون و بعد وفاتها في تحطم مروحيتها اثر حادث مدبر من قبل فيدرا كورييل زوجة عمها الشريرة التي تسعى جاهدة للحصول على ميراث ماريانيلا تعود ماريانيلا للعيش في منزل عمها ايميليانو بعد وفاة والدتها اين تلتقي بابن عمها ايمانويل و تقع في حبه
 ايمانويل لويس دي تيريزا 
ابن عم ماريانيلا و هو ابن ايميليانو لويس دي تيريزا و فيدرا كورييل
شاب وسيم و جداب و لطيف جدا يسعى دائما ليسعد ماريانيلا و يرى الابتسامة على وجهها يحب ماريانيلا كثيرا
 ايميليانو لويس دي تيريزا 
عم ماريانيلا و هو الوصي الشرعي عليها بعد وفاة والديها و مدير وكالة لويس دي تيريزا للاعلانات يقع في حب ناتي لكنه يكون كثير التردد في انهاء علاقته مع فيدرا و البداية مع ناتي
 فيدرا كورييل 
اسمها الحقيقي خوانا فيليبا بيريز امراة شريرة تحاول ان تستولي على ثروة ماريانيلا هي من قتلت لويس فيليب بعد ان رمت به من الشرفة حين عرف انها امراة محتالة تدعي ان اسمها فيدرا كورييل
كما قتلت زوجته ايفا بافون بفعل حادث مدبر و قتلت كارلوتا لويس دي تيريزا
 ارنستينا بافون 
فنيا ناتي بافون و هي ممثلة و مغنية ناجحة و أيضا هي خالة ماريانيلا تحبها كثيرا لانها كل ما تبقى من دكرى اختها ايفا و تحاول حمايتها و تبدل جهدها من اجل مساعدة ماريانيلا كي تستعيد ثروة والديها تحب ايميليانو
 ماكسيموم لويس دي تيريزا 
هو عم اميليانو و يعيش في قبو المنزل و كان يعمل جنرالا في السابق
 كارلوتا لويس دي تيريزا 
هي عمة ايميليانو تعيش في إسبانيا تنتقل ماريانيلا للعيش عندها في وقت لاحق و تموت على يد فيدرا
 لورينزو بورتا لوبيز 
صديق ايميليانو و يعمل في وكالة الاعلانات يختلس من الوكالة الكثير من الاموال كما انه زير نساء يخون زوجته مونيكا مع بيكونيا و انجب منها ابنه كريستيان و قد طلب من كاردونيو قتلها حتى لا تسبب له المشاكل مع مونيكا
 ايليتيا بورتا لوبيز 
ابنة لورينزو و مونيكا تعمل كعارضة ازياء في الوكالة و هي فتاة مغرورة و متعالية تحب ايمانويل كثيرا و تسعى جاهدة لتوقع به و هي صديقة كريستيل و غالبا نا تعاني من المشاكل مع براندون مورينو
 كاميلا بورتا لوبيز (مونيكا) 
زوجة لورنزو و والدة ايليتيا مراة نبيلة و تسعى إلى اسعاد زوجها الذي يخونها مع بيكونيا و نساء اخريات و هي مديرة ميتم تتبنى منزانيتا و كريستيان الذي هو ابن لورينزو و بيكونيا
 كريتيل لويس دي تيريزا 
هي ابنة عم ماريانيلا تعرف حالة اكتئاب شديد بعد ان كانت الشاهدة الوحيدة على مقتل عمها لويس فيليب
 كريستيل لويس دي تيريزا 
شقيقة كل من ايمانويل و كريتيل تكره ماريانيلا كثيرا و تحاول دائما ان تجعلها تبدو اضحوكة امام الجميع
 اكسل لويس دي تيريزا 
هو الابن الرابع لايميليانو يعاني الكثير من الجفاء من قبل بقية العائلة ماعدا ايمانويل و كريتيل
 برناردو سكيرتو 
خادم فيدرا المطيع و ساعدها الأيمن ينفد كل ما تطلبه بدون تردد بسببب حبه الكبير لها
 موريسيو فونسيكا 
حبيب كرستيل شخص شرير يسعى دائما لايذاء ماريانيلا بكل الوسائل ما انه قام باغتصاب ايليتيا في طريقها للكنيسة التي كان يفترض ان يتم فيها زواجها من ايمانويل يعمل في تهريب البضائع غالبا ما يعتقله رجال الشرطة الكابتن تيخدا و براندن مورينو و لكن سرعان ما يتم اطلاق سراحه لعدم توفر الادلة التي تدينه و هو أحد رجال كاردونيو
 براندن مورينو 
شاب اسمر و وسيم يعمل ضابطا في الشرطة يتفانى في عمله و هو صديق حميم لماريانيلا و يتورط غالبا في المشاكل مع ايليتيا
 دوريس مورينو 
صديقة ماريانيلا و شقيقة براندن كانت تعمل مزينة للجثث و لكن بعد نجاحها في إحدى المساباقات في لوس انجلس تبدا العمل في وكالة لويس دي تيريزا للاعلانات
 الكابتن تيخدا 
هو رئيس قسم الشرطة في مدينة ميكسيكو
 كلاديولا 
والدة كل من براندن و دوريس و هي صديقة ناتي و تعيش معها في منزل واحد
 باولا 
تعمل مدبرة في منزل لويس دي تريزا
 بينينو 
يعمل كبستاني في منزل لويس دي تيريزا و يعمل مع ماكسيموم و يخبر عن كل ما يجري في المنزل
 ديليسيا 
تعمل خادمة في منزل لويس دي تيريزا صديقة حميمة لماريانيلا
 نيريدا 
تعمل خادمة في منزل لويس دي تيريزا و هي تحب برناردو
 اولفر 
صديق براندن في العمل و يقيم في منزل ناتي يحب كريتيل و يلقبها بسمه اللديد
 كونسويلو 
تعيش أيضا في نمزل ناتي تحب براندن كثيرا و لديها ابن يدعى خافيير

## روابط خارجية
- ماريانيلا على موقع IMDb (الإنجليزية)
- ماريانيلا على موقع كينوبويسك (الروسية)
- ماريانيلا على موقع قاعدة بيانات الفيلم (الإنجليزية)